# Kanton Plérin
Kanton Plérin (fr. Canton de Plérin) je francouzský kanton v departementu Côtes-d'Armor v regionu Bretaň. Tvoří ho tři obce.

## Obce kantonu
- Plérin
- Pordic
- Trémuson